# Video snuff
Los videos snuff o películas snuff (del inglés snuff film, que a su vez deriva de snuff out, «morir» o «apagar» en sentido figurado) son videos cortos de asesinatos, torturas, suicidios, necrofilia o infanticidios, entre otros crímenes reales (sin la ayuda de efectos especiales o cualquier otro truco), con la finalidad de ser distribuidos comercialmente para entretenimiento.

## Historia
Popularmente se cree que el primer registro del uso del término «snuff film» corresponde a 1971, en el libro de Ed Sanders The Family: The story of Charles Manson's trune buggy attack battalion, que trata sobre los asesinatos de Charles Manson. En este libro, el entrevistado describe la producción de dichos filmes, aunque dice que nunca fueron realmente considerados como filmes en sí mismos. Sin embargo, el término «snuff», con el significado de ‘muerte’, es más antiguo que eso. El uso de la palabra «snuff» como sinónimo de ‘matar’ lo hizo Edgar Rice Burroughs en el quinto libro de Tarzán, Tarzán y las joyas de Opar (1916), mientras que la frase «snuff it» significando ‘mátalo’ (en la versión española del libro, el término es «snufar») fue usada repetidamente en la novela La naranja mecánica (1962) de Anthony Burgess.
En 1960, la película de Michael Powell Peeping Tom muestra a un asesino que filma a sus víctimas, pero el concepto de «película snuff» no aparece hasta 1976, en el contexto de la película snuff, originalmente filmada en Argentina. La idea de este filme era sacar partido de la histeria producida por los asesinatos de La Familia de Manson. Los distribuidores de la película añadieron un final que supuestamente retrataba un homicidio real. A fin de generar alboroto, el productor escribió cartas de disgusto al New York Times haciéndose pasar por un ciudadano preocupado y contrató actores para que protestaran en contra del filme. La noción de las películas snuff fue más adelante difundida en la película de Paul Schrader Hardcore (1979); en Tesis (1996), ópera prima de Alejandro Amenábar y en 8mm (1999) protagonizada por Nicolas Cage y la controvertida película serbia A Serbian Film que fue prohibida en varios países. También fue una de las historias de uno de los capítulos de la serie CSI, en que una actriz porno es asesinada durante el rodaje de la película.
Los filmes japoneses Guinea Pig fueron diseñados para parecer auténticas películas snuff; los videos son burdos y tambaleantes, como si hubieran sido realizados por aficionados. A finales de la década de 1980, los videos de Guinea Pig, fueron una de las inspiraciones para el asesino serial japonés Tsutomu Miyazaki,[cita requerida] quien asesinó a niñas en edad preescolar. El más infame de estos videos es la segunda película llamada Guinea Pig 2: Flower of Flesh and Blood de 1985, en el cual una mujer que caminaba a altas horas de la noche en las calles de Tokio es secuestrada por un desconocido, después es drogada y encadenada en una cama, cuando aparece un hombre usando un yelmo de samurái (kabuto) lentamente la mata torturándola y desmembrándola. El filme es muy realista, tanto que el FBI actuó de acuerdo a un aviso que les dio el actor Charlie Sheen, investigando el filme, creyendo que había en él un asesinato real. En un intento de contrarrestar las investigaciones criminales y desahogar a la opinión pública, los productores difundieron The Making of Guinea Pig, un filme constituido por las escenas detrás de cámaras, que vendría a demostrar que la película era falsa. Incluso la mujer que aparentemente fue asesinada, apareció en el video, para que la gente viera que ella estaba bien.[cita requerida]
El director italiano Ruggero Deodato una vez fue llamado al juzgado con objeto de demostrar que en su película Cannibal Holocaust (1979) no había asesinado a ninguno de los actores, aunque sí existen muertes de animales reales.

### Snuffen los videojuegos
Rockstar Games ha comercializado una saga de videojuegos con referencias a las películas snuff, denominado Manhunt. Debida a la violencia mostrada en ellos, los juegos han sido prohibidos en algunos países como Reino Unido. El juego Manhunt muestra referencias a las películas snuff, puesto que el protagonista del primer juego Manhunt, James Earl Cash, es forzado a convertirse en ejecutor de las mismas mientras son grabadas por un director. Así mismo, en Manhunt 2 la banda de pervertidos del tercer nivel se dedica a la filmación de videos snuff, usando como víctimas a reclusos del asilo como parte del "Pickman Project".
Los más llamativo de esta serie de videojuegos es que el jugador puede elegir entre causar una muerte espantosa, una violenta y otra más rápida que supuestamente queda grabada por el director de la cacería para poder ser luego comercializada en el mundo virtual del juego. En ambos juegos se puede observar claras referencias a películas como Hostel u 8mm, al sadomasoquismo, el fetichismo, y demás.
Otro ejemplo de snuff en videojuegos es en Vampire the masquerade: Bloodlines. En una de las misiones, que se desarrolla en Hollywood, el jugador debe encontrar unas películas de esta categoría en donde unos monstruos matan a una mujer. Luego de ir investigando en el bajo mundo se llega a un lugar de filmación donde efectivamente se produjeron películas snuff. Esto puede verse en la sangre que rodea objetos, camas, muros con hendiduras de disparos, etc.
También en The Darkness II hay una secuencia en la que el protagonista, Jackie Estacado, es obligado a elegir a uno de dos de sus secuaces para ser ejecutado a través de una filmación en directo, y antes de comenzar la grabación uno de sus enemigos le dice "Es tu propia película snuff"
Aún más, en el famoso juego Fallout: New Vegas, en una de las misiones necesitamos unas pruebas para acusar a cierto personaje que tiene fama de intachable y transparente, robándole sus llaves e indagando en la habitación descubrimos una caja fuerte con múltiple contenido snuff que sirve para acusarle directamente.
En GTA Liberty City Stories el protagonista puede tomar parte en Slash TV, un supuesto programa de concursos en el cual, armado con una motosierra, debe asesinar a tantos adversarios como le sea posible, pudiendo utilizar algunas otras armas como cocteles Molotov y hasta automáticas para llegar a dicho fin.

## Crímenes grabados
Se ha citado a Thomas Alva Edison como pionero del rodaje de muertes reales por Ejecución por ahorcamiento y Electrocución de un elefante, de 1903, si bien estas películas no se consideran propiamente snuff.
Los videos snuff más vistos de los últimos años en internet, podrían ser 3 Guys, 1 Hammer, que se traduce en 3 Hombres, 1 Martillo, que se refiere a los dos victimarios, la víctima y el martillo con que lo matan, es este video donde Los maniacos de Dnepropetrovsk asesinan a un hombre frente al lente de la cámara de un celular, golpeándolo en repetidas ocasiones con distintos objetos, que dejan finalmente su cara irreconocible. También, un video similar a este muy conocido, y que, similar a éste, es muy fácil de encontrar en la red superficial. Es el de 1 Lunatic 1 Ice Pick, que se traduce a Un lunatico y un picahielos, donde Luka Rocco Magnotta asesina a su novio con un picahielo, apuñalándolo en repetidas ocasiones con éste.
Se le acusa también al teatro Faenza, un famoso teatro de la ciudad de Bogotá, Colombia, de que luego de una crisis económica recurrieron a la grabación de videos snuff, ya tiene su artículo dedicado en su sitio.
El comediante mexicano Capulina fue víctima de leyendas urbanas de poseer una supuesta videoteca personal con miles cintas de cine snuff, aunque estos rumores fueron aclarados hace tiempo.
Algunos asesinos, en varias ocasiones, han grabado sus actos en video; sin embargo las secuencias resultantes suelen no ser consideradas películas snuff porque no son hechas con el propósito de distribuirlas comercialmente. Un ejemplo es el video captado en el 2001 por Armin Meiwes, donde se muestra el asesinato de Bernd Jürgen Armando Brandes.
El número de descargas de videos desde Internet que muestran asesinatos reales, como por ejemplo las decapitaciones filmadas de Nick Berg, Paul Johnson, Kim Sun-il, Daniel Pearl, Eugene Armstrong, el tiroteo de Yitzhak Rabin y los suicidios de Ricardo Cerna, Budd Dwyer y Christine Chubbuck, aunque de esta última no esté disponible, además de la violación y posterior decapitación de Ángel Pocaterra (psicópata y violador capturado y encarcelado en Venezuela), no hacen más que aumentar la popularidad de programas de televisión y ediciones de video que exponen muertes reales y recreadas (por ejemplo, Faces of Death, World's Wildest Police Videos, aunque en este último por lo general editan las secuencias más violentas. Esto revela que el comercio de grabaciones genuinas sobre violencia homicida es grande, sea cual sea su contexto. En adición, material histórico de muertes reales, tales como el asesinato de John F. Kennedy (en particular la grabación Zapruder), han sido frecuentemente incluidas en programas de entretenimiento, en este caso en la película de Oliver Stone JFK. No obstante, no está esclarecido que la fascinación engendrada por estas grabaciones extienda la realización de filmes sobre asesinatos expresamente con el propósito de realizar una película snuff. A pesar de que es trivialmente fácil producir hoy en día un filme que simule un asesinato de una manera creíble, existe poco incentivo comercial en comparación con el riesgo de repercusiones legales, al producir una película en la cual un homicidio es realmente cometido, y mucho menos documentarlo en una grabación.
En 1994, Rusia estuvo expuesta a un raudal de videos mostrando asesinatos reales producidos durante lo que fue llamado el «genocidio ruso en Chechenia» (1991-1994), alcanzando su nivel más alto durante y entre la Primera (1994-1996) y la segunda guerra chechena (1999-2009). Un considerable número de estos videos son todavía asequibles desde las redes peer-to-peer. En Vietnam, el gobierno distribuyó videos de ejecuciones con tal de disuadir el crimen en aquel país.[cita requerida]
Professione: reporter, película dirigida por Michelangelo Antonioni, contiene una secuencia que muestra una ejecución real perpetrada por un escuadrón armado.
Los asesinos en serie Paul Bernardo y Karla Homolka videograbaron algunos de sus crímenes sexuales. Si bien sus crímenes terminaron en asesinato, los homicidios no fueron grabados. Sólo pocas personas pudieron ver estas grabaciones, a saber, exclusivamente los abogados y algún que otro personal del tribunal. Después de ser usados como prueba fueron destruidos.
Los autores, y asesinos, del video están actualmente en prisión, bajo la condena de cadena perpetua sin ningún tipo de libertad, por el asesinato de 21 personas y varios robos a mano armada de los cuales hay prueba tanto en imágenes como en video.
Cabe destacar que en estos casos no se puede decir que se trate de películas snuff propiamente dichas, ya que dichos videos no fueron grabados con la finalidad de realizar una comercialización del filme violento en sí mismo, sino que fueron simplemente videos grabados para uso personal de los delincuentes y que nunca estuvieron pensados en distribuirse (casos de Bernardo y Homolka) o bien videos que muestran ejecuciones o asesinatos que no fueron cometidos con la finalidad de ser grabados en video, sino que fueron capturados en video de forma casual. Aún no existe evidencia alguna de que se haya filmado una película snuff formalmente.
Otros videos de asesinatos son los videos de los asesinatos por el Estado Islámico, y videos grabados de los carteles de Los Zetas y Cartel Del Golfo.